# كريستيان بول
كريستيان بول (بالألمانية: Christiane Paul) (و. 1974 – م) هي ممثلة من ألمانيا .

## التعليم
تعلمت في جامعة هومبولت في برلين

## روابط خارجية
- كريستيان بول على موقع IMDb (الإنجليزية)
- كريستيان بول على موقع ميتاكريتيك (الإنجليزية)
- كريستيان بول على موقع روتن توميتوز (الإنجليزية)
- كريستيان بول على موقع مونزينجر (الألمانية)
- كريستيان بول على موقع قاعدة بيانات الأفلام العربية
- كريستيان بول على موقع ألو سيني (الفرنسية)
- كريستيان بول على موقع ميوزك برينز (الإنجليزية)
- كريستيان بول على موقع أول موفي (الإنجليزية)
- كريستيان بول على موقع قاعدة بيانات الأفلام السويدية (السويدية)
- كريستيان بول على موقع إن إن دي بي (الإنجليزية)